# Merrimack (rzeka)
Merrimack (ang. Merrimack River) – rzeka w Stanach Zjednoczonych, w stanach New Hampshire i Massachusetts, na terenie hrabstw Merrimack, Hillsborough, Middlessex i Essex. Długość rzeki wynosi 177 km.
Rzeka powstaje z połączenia rzek Pemigewasset i Winnipesaukee, koło miasta Franklin, u podnóża Gór Białych, w środkowej części stanu New Hampshire. W górnym i środkowym biegu płynie w kierunku południowym, przekraczając granicę stanu Massachusetts. W dolnym biegu skręca na północny wschód i uchodzi do Oceanu Atlantyckiego, pomiędzy Salisbury Beach a wyspą Plum.
Główne miasta położone nad rzeką to Concord, Manchester, Nashua, Lowell, Lawrence i Haverhill.